# فرودگاه تامپره-پیرکالا

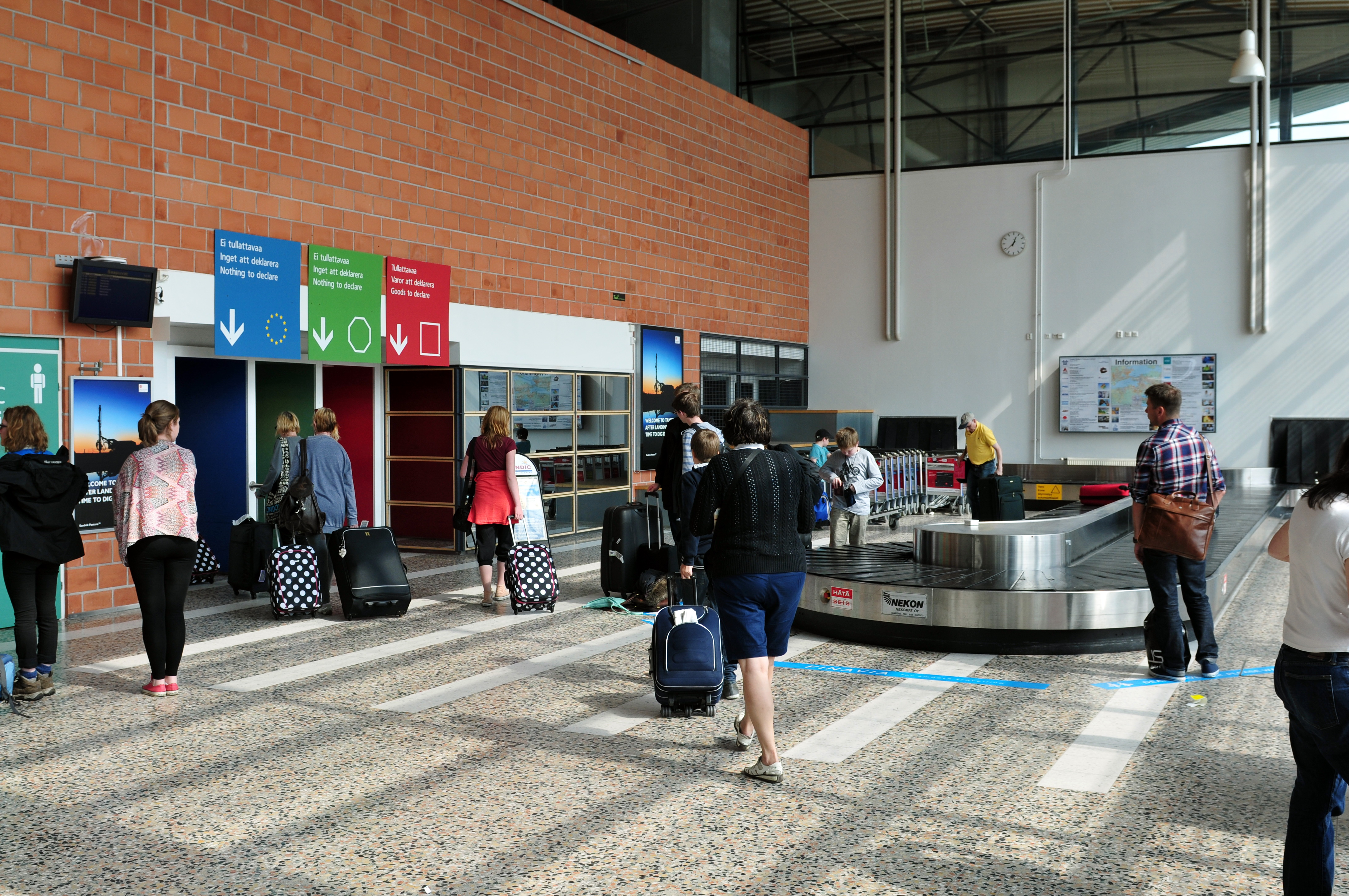
Terminal 1

فرودگاه تامپره-پیرکالا (به انگلیسی: Tampere-Pirkkala Airport) (به زبان بومی: Tampere-Pirkkalan lentoasema) یک فرودگاه همگانی و نظامی مسافربری با کد یاتا TMP است که یک باند فرود آسفالت دارد و طول باند آن ۲۷۰۰ متر است. این فرودگاه در شهر تامپره کشور فنلاند قرار دارد و در ارتفاع ۱۱۹ متری از سطح دریا واقع شده است.